# Riki Harakawa
Riki Harakawa (Prefectura de Yamaguchi, 18 d'agost de 1993) és un futbolista japonès.

## Selecció japonesa
Va formar part de l'equip olímpic japonès als Jocs Olímpics d'estiu de 2016.